# Kabinet-Schimmelpenninck
Het kabinet-Schimmelpenninck was het eerste Nederlandse kabinet. Het trad op als tijdelijk kabinet, nadat de conservatieve ministers van koning Willem II waren opgestapt. De belangrijkste taak van het kabinet was het tot stand brengen van een herziening van de Grondwet. Tot formateur van het kabinet benoemde de koning niet Johan Rudolph Thorbecke maar Gerrit graaf Schimmelpenninck, een zoon van de vroegere raadpensionaris Rutger Jan Schimmelpenninck. Schimmelpenninck was voorstander van een veel behoudender grondwet dan zoals voorgesteld door de grondwetscommissie-Thorbecke, met een parlementair stelsel naar Brits model.
De meerderheid van de ministers wees zo'n grondwet echter af, en koos voor uitwerking van de voorstellen van de grondwetscommissie. Schimmelpenninck en de minister van Oorlog, Charles Nepveu, traden daarop af. Dirk Donker Curtius loodste als minister van Justitie de grondwetsherziening hierna door de beide (nog in meerderheid conservatieve) Kamers. Na het tot stand komen van de grondwetsherziening dienden de ministers hun ontslag in.

## Bijzonderheden
In Limburg ontstond begin 1848 onder invloed van een revolutie in Duitsland een beweging voor afscheiding van die provincie van Nederland. Die beweging vond veel aanhang onder de bevolking. Toen ambtenaren zich bedreigd begonnen te voelen en de bevolking weigerde belasting te betalen, werd minister Lightenvelt (als minister voor Rooms-Katholieke Erediensten en op dat moment voorzitter van de Ministerraad) als regeringscommissaris naar Limburg gestuurd. Ook verschenen er militairen. Op 7 augustus 1848 werd het Nederlandse gezag hersteld; Limburg bleef bij Nederland.
Op 11 april 1848 had de grondwetscommissie haar ontwerp gereed. Het kabinet moest die voorstellen vervolgens in de vorm van wetsvoorstellen aan de Staten-Generaal voorleggen.
Vier ministers, Schimmelpenninck, Nepveu, Rijk en Lightenvelt waren tegen het ontwerp van Thorbecke. Zij wilden dat er een minister-president zou komen en dat de koning een belangrijke rol bleef spelen. De katholieke Lightenvelt ging onder druk van zijn geloofsgenoten om, terwijl de koning druk uitoefende op Rijk. Daardoor kwamen Schimmelpenninck en Nepveu in de minderheid, en zij traden op 13 mei 1848 af.
Na het aftreden van Schimmelpenninck (de voorzitter van de Raad), werd een roulerend voorzitterschap aangehouden met telkens een andere minister per kalendermaand. In mei was minister Rijk het voorzittend lid, in juni Donker Curtius, in juli Lightenvelt, augustus onbekend, september Bentinck, oktober Voet en in november Van Bosse.
Bij de behandeling van de grondwetsvoorstellen speelde de koning een belangrijke rol. Hij wist, nadat de stemmen staakten, een Eerste Kamerlid alsnog over te halen vóór te stemmen, waardoor het voorstel in eerste lezing werd aangenomen. Ook de vervanging van enkele conservatieve Eerste Kamerleden door meer liberale hielp mee om in de conservatieve Eerste Kamer genoeg steun voor de grondwetsherziening te krijgen.
De belangrijkste concessie die werd gedaan, betrof de Eerste Kamer. De grondwetscommissie had voorgesteld dat deze rechtstreeks zou worden gekozen. Uiteindelijk kwam er in de nieuwe grondwet een getrapte verkiezing (door Provinciale Staten).
De herziene grondwet werd op 3 november 1848 afgekondigd. De nog resterende ministers traden af op 21 november 1848, toen het kabinet-De Kempenaer-Donker Curtius werd geïnstalleerd.

## Ministers
| Minister van Buitenlandse Zaken                                                | G. graaf Schimmelpenninck | conservatief |                   |
| Minister van Justitie                                                          | Mr. D. Donker Curtius     | liberaal     |                   |
| Minister van Binnenlandse Zaken                                                | Mr. L.C. Luzac            | liberaal     | tot 13 mei 1848   |
| Minister van Binnenlandse Zaken                                                | Mr. J.M. de Kempenaer     | cons. lib.   | vanaf 13 mei 1848 |
| Minister van Financiën                                                         | G. graaf Schimmelpenninck | conservatief |                   |
| Minister van Oorlog                                                            | Ch. Nepveu                | conservatief |                   |
| Minister van Marine                                                            | J.C. Rijk                 | conservatief |                   |
| Minister van Koloniën                                                          | J.C. Rijk                 | conservatief |                   |
| Minister van Zaken der rooms-katholieke Eredienst                              | Mr. L.A. Lightenvelt      | cons. kath   |                   |
| Minister van Zaken van de Hervormde en andere Erediensten, behalve die der r-k | Mr. L.C. Luzac            | liberaal     |                   |

## Vanaf medio mei 1848
| Minister van Buitenlandse Zaken                                                | Mr. A.A. baron Bentinck (van Nijenhuis) | geen pol. stroming | 17 mei                                |
| Minister van Justitie                                                          | Mr. D. Donker Curtius                   | liberaal           |                                       |
| Minister van Binnenlandse Zaken                                                | Mr. J.M. de Kempenaer                   | cons. lib.         |                                       |
| Minister van Financiën                                                         | P.A. Ossewaarde                         | geen pol. stroming | a.i., van 17 mei 1848 tot 3 juni 1848 |
| Minister van Financiën                                                         | Mr. P.Ph. van Bosse                     | liberaal           | vanaf 3 juni 1848                     |
| Minister van Oorlog                                                            | J.H. Voet                               | geen pol. stroming | vanaf 22 mei 1848                     |
| Minister van Marine                                                            | J.C. Rijk                               | conservatief       |                                       |
| Minister van Koloniën                                                          | J.C. Rijk                               | conservatief       |                                       |
| Minister van Zaken der rooms-katholieke Eredienst                              | Mr. L.A. Lightenvelt                    | cons. kath         |                                       |
| Minister van Zaken van de Hervormde en andere Erediensten, behalve die der r-k | Mr. L.C. Luzac                          | liberaal           | tot 30 juni 1848                      |
| Minister van Zaken van de Hervormde en andere Erediensten, behalve die der r-k | Mr. S. baron van Heemstra               | liberaal           | a.i., vanaf 30 juni 1848              |

## Voetnoten en referenties
1. ↑  Volgens de notulen van de Raad van de Ministers op 14 mei 1848, is op 13 mei eervol ontslag verleend aan Schimmelpenninck, Nepveu en Luzac (alleen als minister van Binnenlandse Zaken).
2. ↑  het is onduidelijk of deze het voorzitterschap volhield na zijn zending naar Limburg vanwege de afscheidingskwestie aldaar vanaf 24 juli
3. ↑  Vermoedelijk (op basis van notulen 4 september) De Kempenaer
4. 1 2  Per notulen Raad van Ministers, 18 mei 1848
5. ↑  Per notulen Raad van Ministers, 3 juni 1848
6. ↑  Voet wordt in de notulen van de Raad van Ministers van 15 mei (IIe deel) al genoemd - onduidelijk is of hij dan al benoemd is. Op di.16 mei wordt zijn aanstelling genoemd, maar wordt ook toegevoegd: 'in te gaan met den 22 dagen'.
7. ↑  Per notulen Raad van Ministers, 3 juli 1848

- De informatie op deze pagina, of een eerdere versie daarvan, is geheel of gedeeltelijk afkomstig van www.parlement.com.  Overname was tot 1 februari 2016 toegestaan met bronvermelding.

Schimmelpenninck ·
De Kempenaer-Donker Curtius ·
Thorbecke I ·
Van Hall-Donker Curtius ·
Van der Brugghen ·
Rochussen ·
Van Hall-Van Heemstra ·
Van Zuylen van Nijevelt-Van Heemstra ·
Thorbecke II ·
Fransen van de Putte ·
Van Zuylen van Nijevelt ·
Van Bosse-Fock ·
Thorbecke III ·
De Vries-Fransen van de Putte ·
Heemskerk-Van Lynden van Sandenburg ·
Kappeyne van de Coppello ·
Van Lynden van Sandenburg ·
Heemskerk Azn. ·
Mackay ·
Van Tienhoven ·
Röell ·
Pierson ·
Kuyper ·
De Meester ·
Heemskerk ·
Cort van der Linden ·
Ruijs de Beerenbrouck I ·
Ruijs de Beerenbrouck II ·
Colijn I ·
De Geer I ·
Ruijs de Beerenbrouck III ·
Colijn II ·
Colijn III ·
Colijn IV ·
Colijn V ·
De Geer II ·
Gerbrandy I ·
Gerbrandy II ·
Gerbrandy III ·
Schermerhorn-Drees ·
Beel I ·
Drees-Van Schaik ·
Drees I ·
Drees II ·
Drees III ·
Beel II* ·
De Quay ·
Marijnen ·
Cals ·
Zijlstra* ·
De Jong ·
Biesheuvel I ·
Biesheuvel II* ·
Den Uyl ·
Van Agt I ·
Van Agt II ·
Van Agt III* ·
Lubbers I ·
Lubbers II ·
Lubbers III ·
Kok I ·
Kok II ·
Balkenende I ·
Balkenende II ·
Balkenende III* · 
Balkenende IV ·
Rutte I ·
Rutte II · 
Rutte III ·
Rutte IV ·  
Schoof

* rompkabinet